# زهير مراد
زهير مراد هو مصمم أزياء لبناني ولد في بيروت، درس فيها الأزياء والفن. افتتح أول مشغل له في بيروت في عام 1995، وأطلق أول مجموعة الهوت كوتور للأزياء الراقية في عام 1999 في العاصمة الإيطالية روما ضمن أسبوع الموضة. في العام 2001 توجه زهير إلى باريس لتقديم مجموعته للأزياء الراقية. في عام 2006 انضم زهير مراد مؤقتًا إلى شركة مانجو للأزياء لتنفيذ مجموعة بعنوان (mango by zuhair murad). 
يعتبر زهير مراد من ضمن المصممين الكبار، واسمه ينافس كبار المصممين العالميين مثل
فالنتينو وجورجو أرماني.

## فنانات ارتدين من زهير مراد
أديل - كايلي مينوغ- أوليفيا وايلد
-سيلينا غوميز-مايلي سايرس-
جينيفر لوبيز-بليك ليفلي-
تايلور سويفت-كريستينا أغويليرا- كيري أندروود-
كايتي بيري-فيرغي-
ديتا فون تيسي-شيريل كول-
كيم كارداشيان-باريس هيلتون-
إيميلي بلنت-إيفا لانغوريا-
-كيري واشنطن - كريسي تايجن
اسم زهير مراد متداول بين فنانات العالم العربي حيث يحظى بشعبية كبيرة سواء في لبنان أو العالم العربي مثل ملكتي جمال لبنان السابقتين دينا عازار ونورما نعوم، وأيضًا نجوى كرم وهيفاء وهبي ونانسي عجرم. كما اختارت الأميرة السعودية أميرة الطويل حرم الأمير الوليد بن طلال -آنذاك- فستان من زهير في حفل زفاف ويليام أمير ويلز (دوق كامبريدج حينها) وكاثرين أميرة ويلز في لندن.
كما ظهرت تصاميم زهير مراد في المسلسلات الأمريكية، مثل فتاة النميمة (مسلسل) حيث ارتدت فيه الممثلة بليك ليفبي من تصاميم زهير، كما ظهرت إبداعاته في الفيديو كليبات العالمية، مثل المغنية جينيفر لوبيز في أغنية On The Floor، وأيضًا ارتدت المغنية البريطانية شيريل كول من زهير في أغنية Promise This. وارتدت كارول سماحة فستانًا من تصميمه خلال زفافها في أكتوبر 2013.

## وصلات خارجية
- الموقع الرسمي